# Castelo Barr (Renfrewshire)

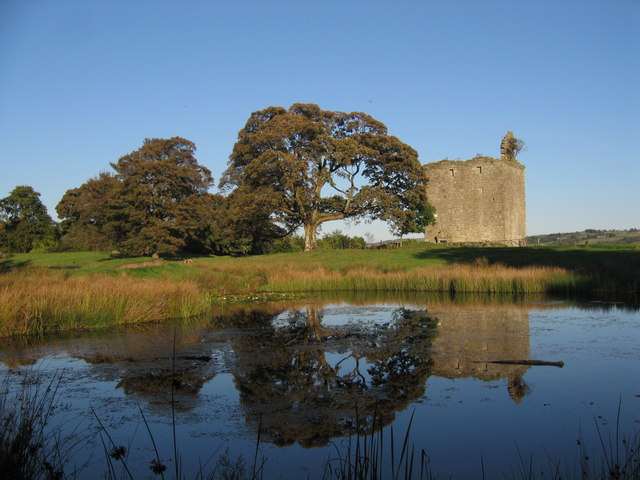
Castelo Barr, Escócia.

O Castelo Barr (em língua inglesa Barr Castle) é uma torre medieval localizada em Lochwinnoch, Renfrewshire, Escócia.
Encontra-se classificado na categoria "B" do "listed building" desde 10 de junho de 1971.